# Ziegenhals Stadt
Ziegenhals Stadt – zlikwidowany przystanek kolejowy w Głuchołazach, w województwie opolskim, w Polsce. Powstał pod koniec II wojny światowej, a zaraz po jej zakończeniu został zlikwidowany. Posiadał identyczną nazwę jak położony niedaleko przystanek Głuchołazy Miasto.